# Claret (Torà)
Claret conegut també com a Claret de Figuerola ó Claret dels Pagesos (en oposició, diuen, al Claret dels Cavallers, de Sant Mateu de Bages), és una de les sis entitats de població de l'antic municipi de Llanera que l'any 1968 es va incorporar al municipi de Torà. Les altres son: Cellers, Fontanet, Llanera, Sant Serni i Vallferosa

## Situació
El poble està situat a 647 metres d'alçada, a l'esquerra de la Rasa de Figuerola i al vessant nord de la Serra de Claret, molt a prop de la carena, on el relleu s'aplana i el camps de conreu s'hi poden estendre en abundor.